# Aeroportul Sindhri
Aeroportul Sindhri (IATA: MPD, ICAO: OPMP) este un aeroport din Sindh, Pakistan ce deservește zona Sindhri⁠(d). A fost numit după zona deservită.
Situat la o altitudine de 55 m, aeroportul dispune de o singură pistă. Este operat de Milý⁠(d).